# رمال البيضاء
رمال البيضاء صحراء رملية تقع في المنطقة الشرقية بالمملكة العربية السعودية، تبلغ مساحتها 9,000 كم2، وتمثل %1,4 من مجمل التجمعات الرملية في المملكة، تعتبر ذات قيمة اقتصادية لوقوع العديد من حقول النفط فيها، مثل حقل الغوار في أطرافها الجنوبية بالقرب من بقيق.

## الموقع
تقع في الجزء الشمالي من رمال الجافورة حيث تعد جزءًا منها، وشمال المنطقة التاريخية في محافظة الأحساء، وغرب السهل الساحلي للخليج العربي، ويفصل بينها وبين صحراء الدهناءهضبة الصمّان.